# Số ảo
Số ảo hay số thuần ảo là một số phức mà khi bình phương lên được kết quả là một số nguyên không dương. Số ảo là tích của một số thực {\displaystyle x} với {\displaystyle i}, trong đó {\displaystyle i^{2}=-1}.
Được đặt ra vào thế kỷ 17 như là một thuật ngữ mang tính chế giễu và được coi là hư cấu hoặc vô dụng, khái niệm số ảo đã được chấp nhận rộng rãi sau khi các công trình của Leonhard Euler và Carl Friedrich Gauss được công bố.
Một số ảo {\displaystyle bi} có thể được thêm vào một số thực {\displaystyle a} để tạo thành một số phức {\displaystyle a+bi}, trong đó {\displaystyle a} và {\displaystyle b} được gọi là phần thực và phần ảo của số phức trên.

## Biểu diễn
Số ảo được biểu diễn như là một đơn thức {\displaystyle bi} trong đó {\displaystyle b} là số thực khác 0, {\displaystyle i} là đơn vị ảo có giá trị thỏa mãn phương trình đại số {\displaystyle i^{2}=-1}.Kết hợp với một số thực {\displaystyle a}, nó tạo thành "phần ảo" {\displaystyle b} và "phần thực" {\displaystyle a} của số phức {\displaystyle a+bi}.
{\displaystyle i={\sqrt {-1}}}
{\displaystyle j={\sqrt {-1}}}

## Lịch sử
Hero xứ Alexandria là người đầu tiên đề cập đến số ảo này vào khoảng thế kỷ I trước công nguyên trong khi tính toán khối hình lượng kim tự tháp, tuy nhiên, việc nghiên cứu số ảo chỉ thực sự bắt đầu bởi nhà toán học người Ý Rafael Bombelli (1526-1572) trong cuốn sách đại số L'Algebra viết năm 1569. Rafael Bombelli là người đưa ra ký hiệu đơn vị ảo {\displaystyle i} và mô tả các tính chất của nó.

## Ứng dụng của số ảo

### Lũy thừa
Lấy bình phương, lập phương... của hai vế của đẳng thức {\displaystyle i={\sqrt {-1}}}, ta có:
{\displaystyle i^{2}=-1}
{\displaystyle i^{3}=-i}
{\displaystyle i^{4}=1}
{\displaystyle i^{5}=i}
{\displaystyle i^{6}=-1}...
Vì vậy với {\displaystyle n\in \mathbb {N} }, ta có thể viết như sau:
{\displaystyle i^{4n}=1}
{\displaystyle i^{4n+1}=i}
{\displaystyle i^{4n+2}=-1}
{\displaystyle i^{4n+3}=-i}

### Phương trình bậc hai
Phương trình bậc hai với b2 - 4ac < 0 như {\displaystyle x^{2}+x+1=0}.
Do công thức nghiệm tại đẳng thức này,
{\displaystyle x_{1;2}={\frac {-1\pm {\sqrt {-3}}}{2}}}
Tuy nhiên, ta được đơn giản hơn do số ảo.
{\displaystyle x_{1;2}={\frac {-1\pm {\sqrt {3.-1}}}{2}}={\frac {-1\pm {\sqrt {3}}{\sqrt {-1}}}{2}}={\frac {-1\pm {\sqrt {3}}i}{2}}}

### Phân tích nhân tử
Nói chung, đa thức như {\displaystyle x^{2}+a^{2}} không có thừa số.
Tuy nhiên ta được viết như sau (Tại -(-a)=+a)
{\displaystyle x^{2}-(-a^{2})}
Vì vậy ta có thể viết với số ảo như sau:
{\displaystyle x^{2}-(-a^{2})=x^{2}-((ai)^{2})=(x+ai)(x-ai).}

### Căn của số ảo
Sử dụng Công thức Euler ở x=π,
{\displaystyle e^{i\pi }=\cos(\pi )+i\sin(\pi )=-1+0i=-1}
Tiếp theo lấy căn bậc bốn của hai vế.
{\displaystyle e^{\frac {i\pi }{4}}={\sqrt[{4}]{-1}}={\sqrt {i}}}
Do Công thức Euler ta có:
{\displaystyle e^{\frac {i\pi }{4}}=\cos \left({\frac {\pi }{4}}\right)+i\sin \left({\frac {\pi }{4}}\right)={\frac {1}{\sqrt {2}}}+{\frac {1}{\sqrt {2}}}i}
Vì vậy:
{\displaystyle {\sqrt {i}}={\frac {1+i}{\sqrt {2}}}}

### Căn bậc ba của số ảo
Lấy căn bậc sáu của hai vế của Công thức Euler ở x=π.
{\displaystyle e^{\frac {i\pi }{6}}={\sqrt[{3}]{i}}=\cos \left({\frac {\pi }{6}}\right)+i\sin \left({\frac {\pi }{6}}\right)={\frac {\sqrt {3}}{2}}+{\frac {1}{2}}i}
Do đó {\displaystyle {\sqrt[{3}]{i}}={\frac {{\sqrt {3}}+i}{2}}.}